# Joachim Kath
Joachim Kath (* 2. Januar 1941 in Kolberg) ist ein deutscher Kommunikationswissenschaftler und Buchautor kommunikationstheoretischer Publikationen. Er war von 1974 bis 2004 geschäftsführender Gesellschafter der Kath & Krapp GmbH in München und zwischen 1996 und 2004 einer der zwei Vizepräsidenten des Bundesverbands mittelständische Wirtschaft.

## Publikationen
- Das Kreativ-Tief in Werbung und Marketing. Verlag moderne Industrie, München/Landsberg 1974, ISBN 3-478-21060-7.
- Mehr Werbewirkung durch zielorientierte Kreativität. Verlag K&K, München 1974.
- Marketing für Manager – Das David-Goliath-Prinzip. Verlag Langen-Müller/Herbig, München 1978, ISBN 3-7844-7062-9.
- Ums Eck denken macht klüger. Verlag Universitas, München 1982, ISBN 3-8004-1031-1.
- Top-Management-Psychologie. Verlag Langen-Müller/Herbig, München 1982, ISBN 3-7844-7107-2.
- Infogaps – Bessere Kommunikation als Erfolgsrezept. Verlag Langen-Müller/Herbig, München 1984, ISBN 3-7844-7142-0.
- Exzellente Marktkommunikation heute. Verlag Frankfurter Allgemeine Zeitung, Frankfurt/Main 1986, ISBN 3-924875-13-8.
- Angriffsmarketing schlägt Defensivmarketing. Wirtschaftsverlag Langen-Müller, München 1987, ISBN 3-7844-7147-1.
- Menschenkenntnis im Beruf. Verlag Heyne, München 1991, ISBN 3-453-07075-5.
- Global Marketing – Die Weltmarkt-Revolution. Wirtschaftsverlag Langen-Müller/Herbig, München 1995, ISBN 3-7844-7343-1.
- Die 100 Gesetze erfolgreicher Werbung. Wirtschaftsverlag Langen-Müller, München 1996, ISBN 3-7844-7358-X.
- V-Management – Visuals, Visions, Victory – Die Strategie der Sieger. Wirtschaftsverlag Langen-Müller, München 1999, ISBN 3-7844-7335-0.
- Die Kostenknechte – Nieten ohne Innovation, Unternehmen zu Tode rationalisiert. Wirtschaftsverlag Langen-Müller, München 2001, ISBN 3-7844-7325-3.
- Coolness, Courage, Curiosity. E-Book, 2012, in englischer Sprache
- Life Art – Die Kunst, den eigenen Lebensweg zu finden. E-Book, 2012.
- Alpha Egos. E-Book, 2012. Zeitkritischer Roman über Macht, Gier, Geld und Liebe – Psychogramme von drei Protagonisten, einer Frau und zwei Männern
- Doc Dog & Catman. E-Book, 2012. Meine Hündin und mein Kater erklären die Welt
- The Perfect Momentum. E-Book, 2013, in englischer Sprache
- Herzkalt. E-Book, 2013. Kriminalroman, ISBN 978-3-8476-5902-0.
- Der Intellektuelle, der klug genug war, sich nicht dafür zu halten. Roman. E-Book, 2013, ISBN 978-3-8476-5943-3.
- Das vitale Ich. Ratgeber. E-Book, 2013, ISBN 978-3-8476-6227-3.
- Herr Fuchs (86) kauft ein Auto. E-Book, 2014, ISBN 978-3-8476-7753-6. Taschenbuch bei epubli Verlag, Berlin 2015, ISBN 978-3-7375-7222-4.
- Die 100 Lebensträume. E-Book, Neobooks, 2015, ISBN 978-3-7380-4110-1. Taschenbuch bei epubli Verlag, Berlin 2015, ISBN 978-3-7375-7028-2.
- SinnNavi 1 Lebensfreude. E-Book, 2016, ISBN 978-3-7375-8718-1. Taschenbuch bei epubli Verlag, Berlin 2016. ISBN 978-3-7375-7790-8.
- SinnNavi 2 Politische Haltung. E-Book, 2016, ISBN 978-3-7375-8781-5. Taschenbuch bei epubli Verlag, Berlin 2016. ISBN 978-3-7375-7790-8
- "Create Your A-Profile" - The Antidote for all Digital Twin Profiles - 2019 -

Pocketbook & E-Book, ISBN 9781 794594852
- "Finde dein A-Profil" - Rette deine Freiheit vor den Schattenprofilen - 2019 -

Taschenbuch & E-Book, ISBN 9781091902336
- "Think New AI & You" - The 21st Century Topic - 2023 - Pocketbook & E-Book, ISBN 9798386285890
- "KI & SIE" - Zielsicher denken mit künstlicher Intelligenz - 2023 - Taschenbuch & E-Book, ISBN 9798865408970
- "QUEENS TRILL" - NYC 1966 - Roman - 2023 - Taschenbuch & E-Book, ISBN 9798391657668
- "The Final Philosophy Project" - How AI is changing digital mindset & human nature - 2024 - Pocketbook & E-Book, ISBN 9798323381241